# Cornupalpatum burmanicum
Cornupalpatum burmanicum — викопний вид іксодових кліщів, що існував у крейдовому періоді, 99 млн років тому. Вид описаний у 2003 році у бірманському бурштині за двома личинками. У 2015 році в тілі одного з екземплярів було виявлено клітини, скожі на клітини рикетсій. У 2017 році у бурштині знайдено рештки пір'я динозавра з німфою кліща, що її було віднесено до виду Cornupalpatum burmanicum. Ця знахідка може служити доказом того, що цей вид паразитував на динозаврах.